# 托伦 (泽兰省)
托倫（荷蘭語：Tholen）是荷蘭的一個市镇，有人口約25,000人。托倫位於荷蘭西南部，在行政區劃上屬於澤蘭省。

## 外部連結
- 维基共享资源上的相關多媒體資源：托伦
- 官方网站